# 13 Morts et demi
Pour plus de détails, voir Fiche technique et Distribution.
13 Morts et demi (stylisé 13 Morts ½) (Student Bodies) est un film américain écrit et réalisé par Mickey Rose en 1981. Le film est une parodie de films d'horreur, tel que La Nuit des masques, Vendredi 13 et Le Bal de l'horreur, faisant de 13 Morts et demi le premier film à faire la satire des films du genre slasher. Une caractéristique notable du film est l'affichage à l'écran d'un compte des victimes à chaque fois qu'un décès survient.

## Synopsis
13 Morts et demi suit un tueur en série qui se fait appeler le Respireur, alors qu'il s'en prend aux élèves du lycée de Lamab. Le tueur épie toujours ses victimes de façon voyeuriste, puis les harcèle au téléphone en respirant très fort, avant de les assassiner.
Tout comme Jason Voorhees, le tueur de la saga Vendredi 13, le Breather déteste que les jeunes gens aient des  relations sexuelles. Il utilise de nombreux objets atypiques pour tuer ses victimes, tel un trombone, une brosse pour ardoise ou un serre-livres, en portant toujours une paire de bottes et, surtout, des gants en latex. Toutefois, le Breather va devoir faire face à Toby, jeune étudiante sérieuse et prude, qui va s'affairer à découvrir l'identité du tueur avant qu'il ne fasse de nouvelles victimes. 
Le film se conclut avec de nombreux twists : dans un premier temps, le proviseur et son assistante dévoilent qu'ils se partagent l'identité du Breather, bien qu'ils soient tous deux présents dans la même pièce que d'autres personnages alors qu'ils sont au téléphone avec le tueur. Mais la suite de l'histoire révèle que tout n'était qu'un rêve, causé par le fait que Toby, le personnage principal, est écrasé par la charge mentale d'une très forte frustration sexuelle. Dans une parodie du Magicien d'Oz, de nombreux personnages se révèlent être à l'opposé de ce qu'il était dans le rêve.
À sa sortie de l'hôpital, Toby et son petit ami sont sur le point d'avoir des relations sexuelles. Le jeune s'isole quelques instants pour enfiler des gants similaires à ceux portés par le Breather, puis étrangle Toby. Quelque temps plus tard, aux funérailles de Toby, l'assassin se penche sur la tombe pour lui faire ses adieux, mais les mains de la jeune femme jaillissent de terre pour étrangler son assassin, dans un hommage à la fin de Carrie au bal du diable.

## Fiche technique
- Titre original : Student Bodies
- Titre français : 13 morts et demi
- Réalisation : Mickey Rose, Michael Ritchie (non crédité)
- Scénario : Mickey Rose
- Photographie : Robert Ebinger
- Montage : Kathryn Ruth Hope
- Musique : Gene Hobson
- Décors : Donald Nunley
- Production : Michael Ritchie (crédité comme Allen Smithee)
- Société de distribution : Paramount Pictures
- Pays de production :  États-Unis
- Langue originale : anglais
- Format : couleur - 1,85:1 - 35 mm
- Genre : comédie, parodie, slasher
- Durée : 86 minutes
- Date de sortie :
  - États-Unis : 7 août 1981

## Distribution
Les voix françaises indiquées ci-dessous proviennent du second doublage de 2017.
- Kristen Riter (VF : Marie Tirmont) : Toby Badger
- Matt Goldsby (VF : Frank Lorrain) : Hardy
- Cullen Chambers : Charles Ray
- Richard Belzer : le Respireur (crédité comme Richard Brando)[2]
- Joe Flood (VF : Xavier Fagnon) : M. Dumpkin
- Joe Talarowski (VF : Michel Dodane) : proviseur Harlow Hebrew Peters
- Mimi Weddell (VF : Jocelyne Darche) : Mlle Mumsley
- Dario Jones : Mawamba
- Carl Jacobs (VF : Hervé Jolly) : Dr Sigmund
- Peggy Cooper : Mme Van Dyke
- Janice E. O'Malley : infirmière Krud
- Kevin Mannis : Scott
- Sara Eckhardt : Patti Priswell
- Oscar James : l'entraîneur de football et le shérif
- Kay Ogden : Mme Leclair
- Patrick Boone Varnell : Malvert le concierge (crédité comme The Stick)
- Brian Batytis (VF ː Nicolas Hardy) : Wheels
- Joan Browning Jacobs : Mme. Hummer
- Angela Bressler : Julie
- Keith Singleton : Charlie.

Studio de doublage : Deluxe Média Paris
Directrice Artistique : Marie-Eugénie Maréchal 
Adaptation : Sophie Balaguer

## Production
La distribution de 13 Morts et demi se compose d'inconnus. La majeure partie d'entre eux, y compris les premiers rôles de Riter et Goldsby, n'ont jamais participé à d'autres longs métrages. Riter est toutefois apparue en tant que danseuse dans le clip vidéo Centerfold du groupe J. Geils Band. Cullen Chambers a quant à lui pris part à de nombreux films et émissions de télévision depuis 1981, mais en qualité de doublure pour des acteurs tels que Morgan Freeman, Denzel Washington et Forest Whitaker. Enfin, Mimi Weddell a joué plusieurs rôles au cinéma et à la télévision, dont celui de la grand-mère de Stanford dans Sex and the City. Absent physiquement du film, le comédien Richard Belzer, qui prête sa voix au Breather, a notamment tourné sans la série New York Unité Spéciale.
Le film est écrit et réalisé par Mickey Rose. Le producteur exécutif Jerry Belson a également participé à l'écriture, alors que Michael Ritchie a été nommé producteur pour guider Rose sur le tournage en cas de besoin.

### Classification R-Rated
13 Morts et demi ne contient aucun langage grossier, de nudité, ou de violence graphique. Toutefois, à la vingt-sixième minute, le film est interrompu par un homme assis à un bureau venu délivrer un message. Il explique qu'afin d'obtenir une classification R (interdit aux moins de 17 ans non accompagnés d'un adulte), un film « doit contenir de la nudité frontale, de la violence graphique ou une référence explicite à l'acte sexuel ». Il ajoute que les films classés R sont les plus populaires, et que c'est la raison pour laquelle « les producteurs de ce film (lui) ont demandé de saisir cette occasion pour vous dire d'aller vous faire foutre ». C'est alors qu'un carton-titre s'affiche pour préciser que le film a désormais reçu une classification R par la MPAA, avant de reprendre son déroulé. Ce faisant, le film est un des rares cas à afficher sa classification MPAA au cours de l'œuvre, là où la majorité des films la diffuse en fin de programme.

### Parodies
Afin de construire son intrigue ou de proposer des gags plus éphémères, 13 Morts et demi parodie plusieurs films de slasher et d'horreur, dont Le Carnaval des âmes, Black Christmas, Carrie au bal du diable, La Nuit des masques, Terreur sur la ligne, Shining, Vendredi 13 ou encore Le Bal de l'horreur.

### Le «Stick»
Parmi les nombreux aspects cocasses du film, on retient le personnage de Malvert, un inquiétant concierge, incarnant ainsi un trope familier dans les slashers. Malvert n'articule pas, il agit en dépit du bon sens (il urine en public dans les corbeilles à papier, entre autres) et se déplace d'une manière saccadée.
Malvert est interprété par le Stick, nom de scène de Patrick Boone Varnell. Varnell était un humoriste de stand-up dont la carrière cinématographique se résume exclusivement à 13 Morts et demi. Si les critiques ont accueilli le film sans enthousiasme, elles louent la prestation du Stick,,.

## Sortie
Sorti au milieu d'une poignée de films destinés à un public adolescent à la jonction des années 1970 et 1980, 13 Morts et demi a rapporté 5,2 millions de dollars au box-office.
Ce n'est que plusieurs années après sa sortie qu'il a acquis le statut de film culte aux États-Unis, notamment grâce à de nombreuses diffusions télévisées en fin de soirée. Le DVD est sorti le 3 juin 2007, avant d'être suivi par un Blu-ray le 3 mai 2011, aux États-Unis et en Angleterre uniquement.
En France, le film est sorti uniquement en VHS par CIC Video avec une première version française totalement loufoque bien dans l’esprit parodique du film. Il est également disponible en VOD sur Amazon Prime Vidéo en version originale et en version française qui est cette fois-ci un second doublage plus récent. Nous ne savons pas d’où provient ce deuxième doublage ni pour quelle occasion il a été effectué.

## Réception
Vincent Canby du New York Times a qualifié le film de « véritable déception », écrivant qu'il « se délite sous nos yeux, tel un humoriste en train de rater une prestation ». Variety estime les blagues « très répétitives », écrivant que « une fois qu'on a vu la bande-annonce, on a vu tous les bons gags du film sauf un, laissant ainsi environ trois minutes digne d'intérêt sur les quatre-vingt-six qui constituent le film ». Gene Siskel du Chicago Tribune lui a attribué deux étoiles sur quatre, écrivant que « la première bobine contient tous les ressorts comiques, laissant penser que le genre lui-même manque de profondeur et qu'il y a peut-être moins à parodier qu'on ne le pense ».
Pour Linda Gross du Los Angeles Times « le film propose des moments très drôles, mais n'est certainement pas du niveau de Y a-t-il un pilote dans l'avion ? ».
Gary Arnold du Washington Post a écrit: « Bien qu'il rate fréquemment son coup tout en continuant de tirer à blanc, 13 Morts et demi est une sympathique et cinglante tentative de s'attaquer aux clichés des films d'horreur ».
Enfin, AllMovie indique que « bien que parfois très drôle, le film manque de rythme pour en faire une bonne comédie, autant qu'il manque de frissons pour en faire un film d'horreur efficace ».